# Supercoupe d'Autriche féminine de football
La Supercoupe d'Autriche féminine de football est une ancienne compétition de football féminin opposant l'équipe championne d'Autriche au vainqueur de la Coupe d'Autriche.

## Palmarès
| Saison | Vainqueur           | Score            | Finaliste           |
| ------ | ------------------- | ---------------- | ------------------- |
| 2001   | Union Kleinmünchen  | 1-0              | USC Landhaus Vienne |
| 2002   | USC Landhaus Vienne | 6-3              | Innsbrucker AC      |
| 2003   | SV Neulengbach      | 5-0              | Union Kleinmünchen  |
| 2004   | SV Neulengbach      | 2-2 (5-5 t.a.b.) | USC Landhaus Vienne |

## Bilan par clubs
| Club                | Victoires | Finales |
| ------------------- | --------- | ------- |
| SV Neulengbach      | 2         | 2       |
| USC Landhaus Vienne | 1         | 2       |
| Union Kleinmünchen  | 1         | 1       |
| Innsbrucker AC      |           | 1       |